# Мілкус Борис Наумович
Борис Наумович Мі́лкус (нар. 12 липня 1939, Одеса) — радянський вчений в галузі вірусології. Доктор біологічних наук з 1983 року, професор.

## Біографія
Народився 12 липня 1939 року в Одесі. 1963 року закінчив біологічний факультет Одеського державного університету імені І. І. Мечникова. З 1966 року на науковій роботі в Українському науково-дослідному інституті виноградарства і виноробства імені В. Є. Таїрова, де з 1984 року завідував лабораторією вірусології та мікробіології.

## Наукова діяльність
Вчений працював над вивченням вірусів, вірусних і мікоплазмових хвороб рослин, нематодофауни виноградників. Ним вперше виявлені вірусні та мікоплазмові захворювання винограду на Україні, встановлено їх поширення та шкідливість; розроблені методи отримання безвірусного садивного матеріалу та заходи боротьби з переносниками вірусної інфекції; закладені маточники супер-супереліти. Автор понад 50 наукових робіт. Зокрема:
- Изучение вирусных болезней винограда на Украине. — В кн.: Технология выращивания безвирусного посадочного материала плодовых культур и винограда. К., 1977 (у співавторстві);
- Болезни винограда, вызываемые микоплазмо-, хламидо- и риккетсиеподобными организмами. — В кн.: Технология выращивания безвирусного посадочного материала плодовых культур и винограда. К., 1977;
- Изучение штамма микоплазмы, выделенного из винограда, пораженного некрозом жилок. — Тр. / Латв. сельско-хозяйственные акад., 1981, вып. 191.